# Pedro Luis Farnesio
Pedro Luis Farnesio (del italiano: Pier Luigi o Pierluigi Farnese) (Roma, 19 de noviembre de 1503 - Piacenza, 10 de septiembre de 1547) fue un militar, aristócrata y gobernante italiano.   
Hijo del cardenal Alejandro Farnesio, fue condottiero en las guerras italianas en el bando imperial de Carlos V.  Con el apoyo de su padre, que fue elegido Papa en 1534, fue nombrado confaloniero y capitán general de la Iglesia, marqués de Novara, duque de Castro y de Parma y Piacenza.  
Murió asesinado por los nobles placentinos en una conjura organizada por el gobernador de Milán, Ferrante Gonzaga.

## Biografía

### Familia

#### Orígenes
«Pedro Luis nació de lo que actualmente se llamaría una unión libre». Su padre fue el cardenal Alejandro Farnesio, que había recibido la púrpura en 1493 de manos de Alejandro VI, amante de su hermana Julia, pero no tomó las órdenes hasta 1519.  
Durante su etapa como vicelegado en la Marca de Ancona el cardenal mantuvo una relación estable extramatrimonial con una dama casada de la nobleza, con la que tuvo cuatro hijos:

- Constanza (1500-1545), que casó con el conde de Santa Fiora.
- Pedro Luis (1503-1547).
- Paolo (1504-1512), que murió en la infancia.
- Ranuccio (1509–1529), militar y eclesiástico.

La identidad de la madre se intentó mantener en secreto. Historiadores posteriores la averiguaron por una carta de 1536 de François Rabelais al obispo Geoffroy d'Estissac en la que se la menciona como "una dama romana de la casa Ruffini", y por el testamento del cabeza de la familia Ruffini, de donde su nombre se supone ser Silvia Ruffini.
Pedro Luis y Paolo fueron legitimados en 1505 por bula de Julio II.   
Pasó su infancia primero en Valentano y después en Roma, educándose primero bajo la tutela del humanista Baldassarre Molossi y a partir de 1514 de la del sobrino de éste, Stefano Negri.

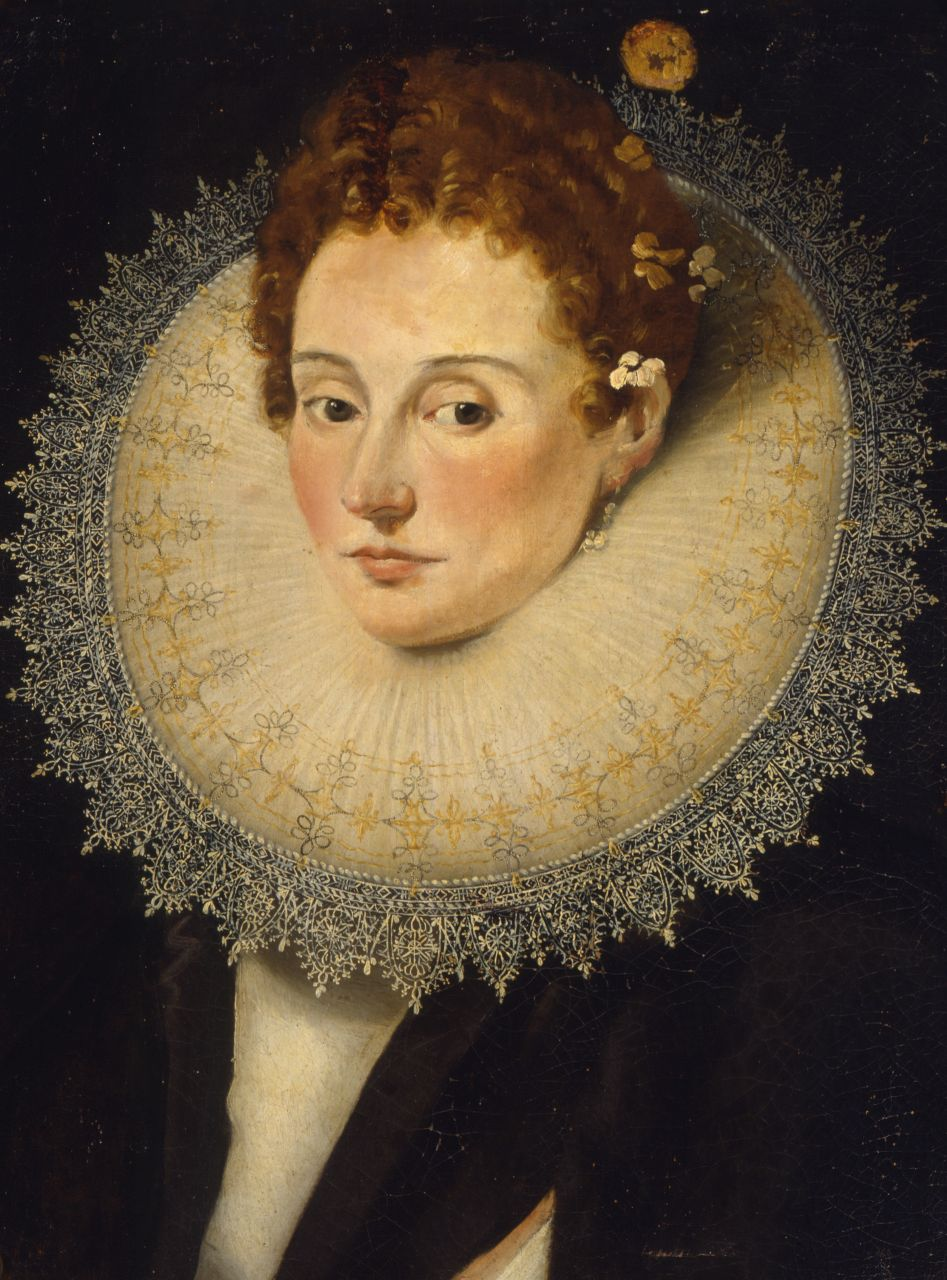
Girolama Orsini.

#### Matrimonio y descendencia
Con menos de diez años de edad su padre pactó un acuerdo matrimonial para casarlo con Girolama Orsini, hija de los condes de Pitigliano; 
la boda se celebró en 1519.    La pareja fijó su residencia en su palacio de Valentano, donde nacieron sus cinco hijos:
- Victoria (1519-1602), que casó con el duque de Urbino Guidobaldo II della Rovere;
- Alejandro (1520-89), obispo de Parma y cardenal;
- Octavio (1524-86), sucesor de Pedro Luis como Duque de Parma, que contrajo matrimonio con Margarita de Austria, hija del emperador Carlos V;
- Ranuccio (1530-65), cardenal;
- Horacio (1532-53), que contrajo matrimonio con Diana de Francia, hija del rey Enrique II.

### Su sexualidad
Sin embargo fue públicamente conocida su afición por los varones jóvenes.  Existe una carta del secretario apostólico Ambrogio Recalcati en la que en nombre de su padre Pablo III le reprochaba haberse acompañado de amantes varones cuando estaba en misión oficial en la corte del emperador, otra del canciller de la embajada florentina Marco Braccio que detalla una cacería que había organizado para perseguir a un paje del cardenal de Ferrara que había rechazado sus insinuaciones, y numerosos pasquines satíricos que aludían a su homosexualidad y a la inmoralidad de toda la familia Farnesio.
Mención aparte merece el episodio conocido como el rapto de Fano en el que supuestamente violó al obispo de Fano Cosimo Gheri, del que se desconoce si ocurrió realmente o fue una calumnia elaborada por los enemigos de los Farnesio y propalada por los protestantes alemanes.

### Condottiero en las guerras italianas

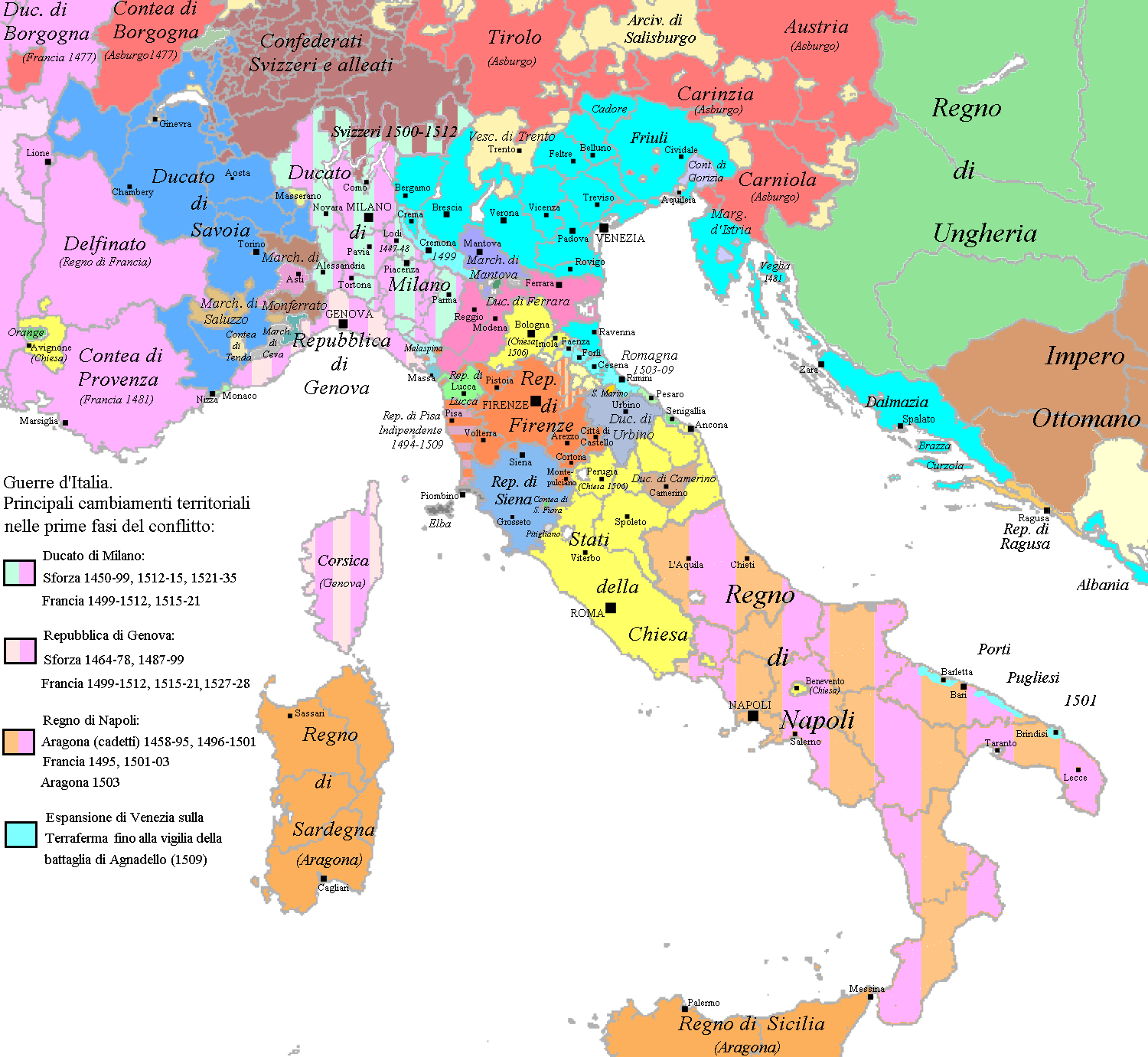
Italia en el

A los dieciocho años de edad empezó su carrera como condottiero. Eran los tiempos de las guerras italianas, una sucesión de conflictos surgidos a finales del siglo XV que involucraron a Francia, el Sacro Imperio Romano Germánico, España, Inglaterra, los Estados Pontificios y casi todos los pequeños estados en que se encontraba dividida Italia en aquella época.  
En 1521 había empezado otra guerra, y Pedro Luis se desempeñó como capitán de caballería por cuenta de la República de Florencia, apoyando al ejército imperial-pontificio contra los franceses en el Ducado de Milán, Perugia y Val di Chiana. Hacia 1525, buscando defender los derechos de su esposa contra sus familiares los Orsini, se alió con los Colonna, con quienes en 1526 participó en el asalto al Vaticano.   
Una nueva guerra sucedió a la anterior, y en 1527 Pedro Luis se unió al bando imperial del Condestable de Borbón y participó en el  Saco de Roma; los excesos cometidos en este episodio motivaron que el papa Clemente VII dictara contra él una condena por rebelión, alta traición y lesa majestad, gravísima pero de difícil aplicación en aquellos tiempos revueltos, de la que pronto fue absuelto gracias a la influencia de su padre en la corte papal.  
Apreciado en el bando imperial como un capitán valeroso, competente y resuelto, aunque cruel y represivo, poco después defendió Manfredonia de los ataques franco-venecianos, combatió en Bisceglie y en Umbria a las órdenes de Filiberto de Chalôns, y según algunos autores también en el asedio de Florencia.   
Tras el final de la guerra en 1530 se retiró a sus feudos de Gradoli.

### Ascenso a la sombra del papa
En 1534 murió Clemente VII y en el cónclave que siguió fue elegido el cardenal Farnesio para sucederle en el papado.  Siguiendo el nepotismo acostumbrado en la época, dos meses después concedió el capelo a sus nietos quinceañeros Alejandro y Guido Ascanio, y el año siguiente Pedro Luis recibió el castillo de Montalto y la exención en el pago del censo de sus señoríos de Canino, Gradoli, Valentano, Latera, Marta y otros lugares en el Lacio.

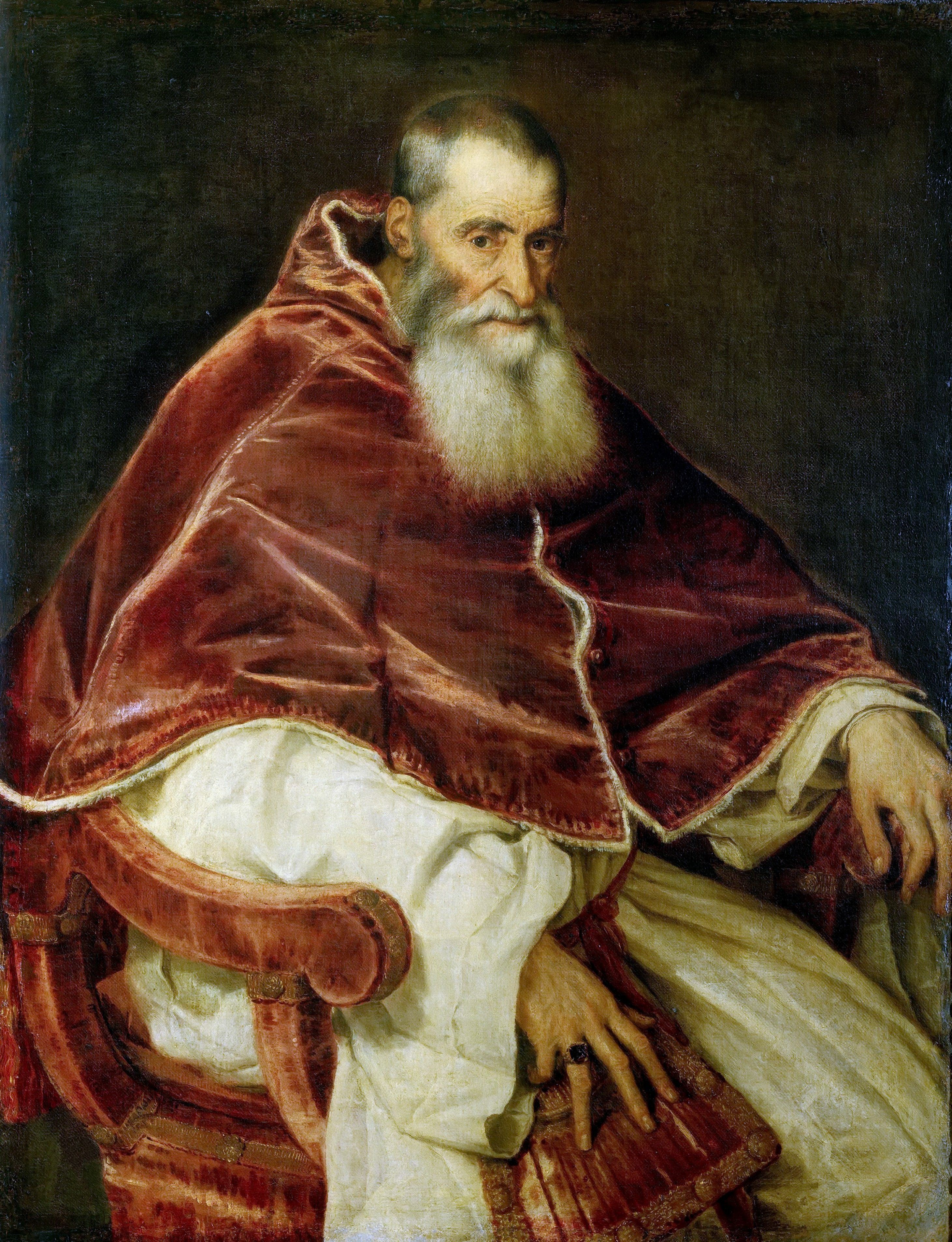
Paulo III.

Ese mismo año se desempeñó como embajador ante Carlos V, que pasaba por Cosenza de vuelta de la jornada de Túnez, con la misión de invitarlo a Roma y de tratar de la restitución a la Santa Sede del Ducado de Camerino, de la celebración de un concilio para afrontar la Reforma protestante y de la paz entre el emperador y el rey de Francia Francisco I, aunque no consiguió del emperador ninguno de los objetivos propuestos.

#### Confaloniero, Marqués de Novara, Duque de Castro

Su escudo.

En 1536 el papa lo absolvió formalmente de las censuras que Clemente VII le había impuesto por los hechos acaecidos nueve años antes durante el Saco de Roma, y el año siguiente le nombró Gonfaloniero y Capitán General de la Iglesia,  Pedro Luis compró Frascati a Lucrecia della Rovere y lo permutó con la Cámara Apostólica por la ciudad de Castro, a la que después unió el condado de Ronciglione y el resto de sus posesiones en la provincia de Patrimonio de San Pedro para formar el Ducado de Castro, del que el papa le hizo duque en 1537, mientras su hijo Octavio era nombrado gobernador de Nepi.
En 1538 Carlos V separó Novara del Ducado de Milán y lo erigió en marquesado, concediéndolo a Pedro Luis.  
Formó parte del séquito papal en la tregua de Niza y pactó un acuerdo matrimonial entre su hijo Octavio y la hija del emperador, Margarita de Austria. 
En su desempeño como confaloniero se destacó en la recuperación para los Estados pontificios del Ducado de Camerino, ocupado por el duque de Urbino Francesco Maria della Rovere; en la pacificación de Perugia, que se había rebelado contra el impuesto establecido por el papa sobre la sal; en el asedio y toma de Paliano, donde Ascanio Colonna se había fortificado con el mismo motivo; y en la inspección y reconstrucción de las fortalezas costeras, amenazadas por la presencia de los otomanos.
En 1543 desempeñó una nueva misión diplomática en Génova ante el emperador Carlos V, que regresaba de la jornada de Argel, invitándolo a una entrevista en Busseto en la que se propuso la cesión del Ducado de Milán a su hijo Octavio a cambio de dos millones de escudos, aunque el acuerdo no llegó a hacerse efectivo.

### Duque de Parma y Piacenza

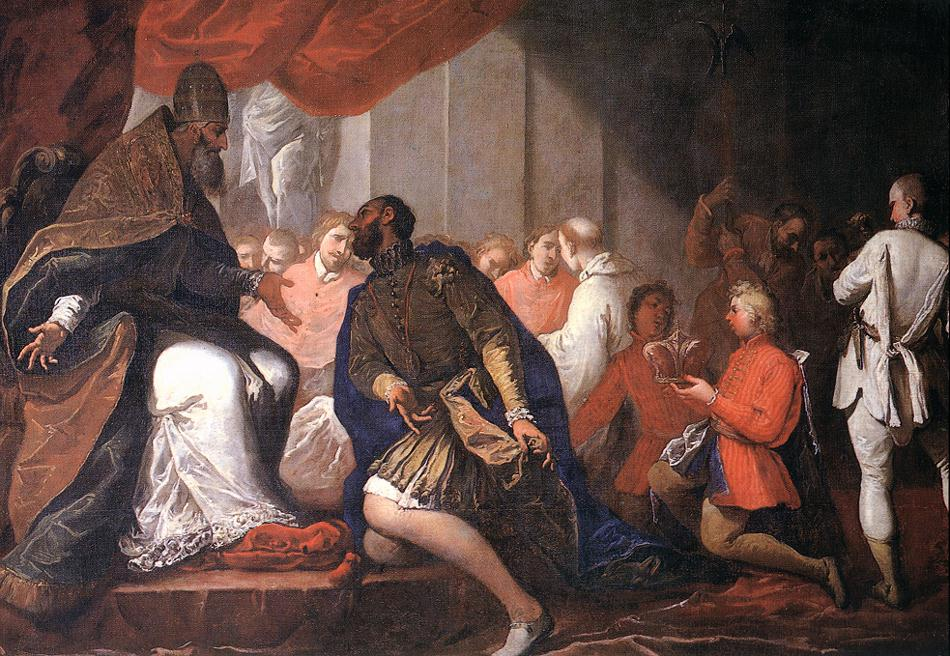
Paulo III nombra a su hijo Pedro Luis duque de Piacenza y Parma.

A instancias del cardenal Gambara y del secretario Apolonio Filareto 
en un consistorio celebrado en agosto de 1545 Paulo III separó de los Estados Pontificios las ciudades de Parma y Piacenza, instituyó con ellas el ducado de Parma y Plasencia e invistió a Pedro Luis como duque con derecho de sucesión, a cambio de la cesión de Nepi y Camerino a la Santa Sede, de la del ducado de Castro a Octavio y del pago anual de 9000 ducados a la Cámara apostólica.  
Ese mismo año murió su hermana Constanza, nacieron sus primeros nietos Alejandro y Carlos y fue creado cardenal su hijo Ranuccio.
La erección del nuevo ducado no gustó en el bando imperial. Las dos ciudades (194 400 habitantes contando los territorios circundantes) habían pertenecido históricamente al Ducado de Milán, feudatario del Sacro Imperio, y tenían un gran valor estratégico y económico en la guerra con Francia, que había ocupado el Piamonte.   
Ya en el mismo consistorio en que fue aprobado, el proyecto tuvo la oposición de los cardenales De Cupis, Toledo, Pisani, Carpi y Sadoleto.  
Los agentes de Carlos V en Roma, Jean d'Andalot y Pedro de Marquina, presentaron una queja ante el papa; el Senado de Milán protestó formalmente, considerando ambas ciudades como parte de su estado, y en la corte imperial se le negó el tratamiento de duque de Parma y Piacenza, aduciendo que la investidura debía haberse hecho efectiva por parte del emperador, no del papa.
Impedido por la gota, tomó posesión del ducado el 25 de septiembre de 1545 por medio de sus delegados, el obispo de Casale Bernardino della Barba y el de Piacenza Catalano Trivulzio.

#### Su gobierno en el ducado
Su gobierno en ambas ciudades fue bien acogido por el pueblo llano, pero no así por la aristocracia local, especialmente en Piacenza, donde fijó su residencia: los grandes terratenientes, que hasta entonces habían vivido «bajo el suave yugo de la Iglesia» regidos por un legado pontificio, estaban acostumbrados a ejercer su propio gobierno y justicia dentro de sus feudos y a estar exentos del pago de impuestos, algunos de ellos afines a Francia y otros al Imperio, y llevaron mal los intentos del duque de sujetarlos al poder político.  

Las más nobles y poderosas familias entendieron que había venido a gobernarles un hombre, que teniendo un origen similar al del famoso César Borgia, quería valerse de la malsana política de Nicolás Maquiavelo ... y pronto hizo saber que ambicionaba más ser temido que amado, y buscaba oprimir a todos los poderosos que le podían hacer sombra.
Pedro Luis llegó como duque para juntar en su persona la autoridad usurpada, defender al pueblo, asegurar el fruto de los artesanos y los agricultores, frenar a los furibundos, hacer prevalecer la razón y la justicia, extinguir las facciones y hacer prosperar el campo y el comercio, igualando a cada súbdito en su derecho.

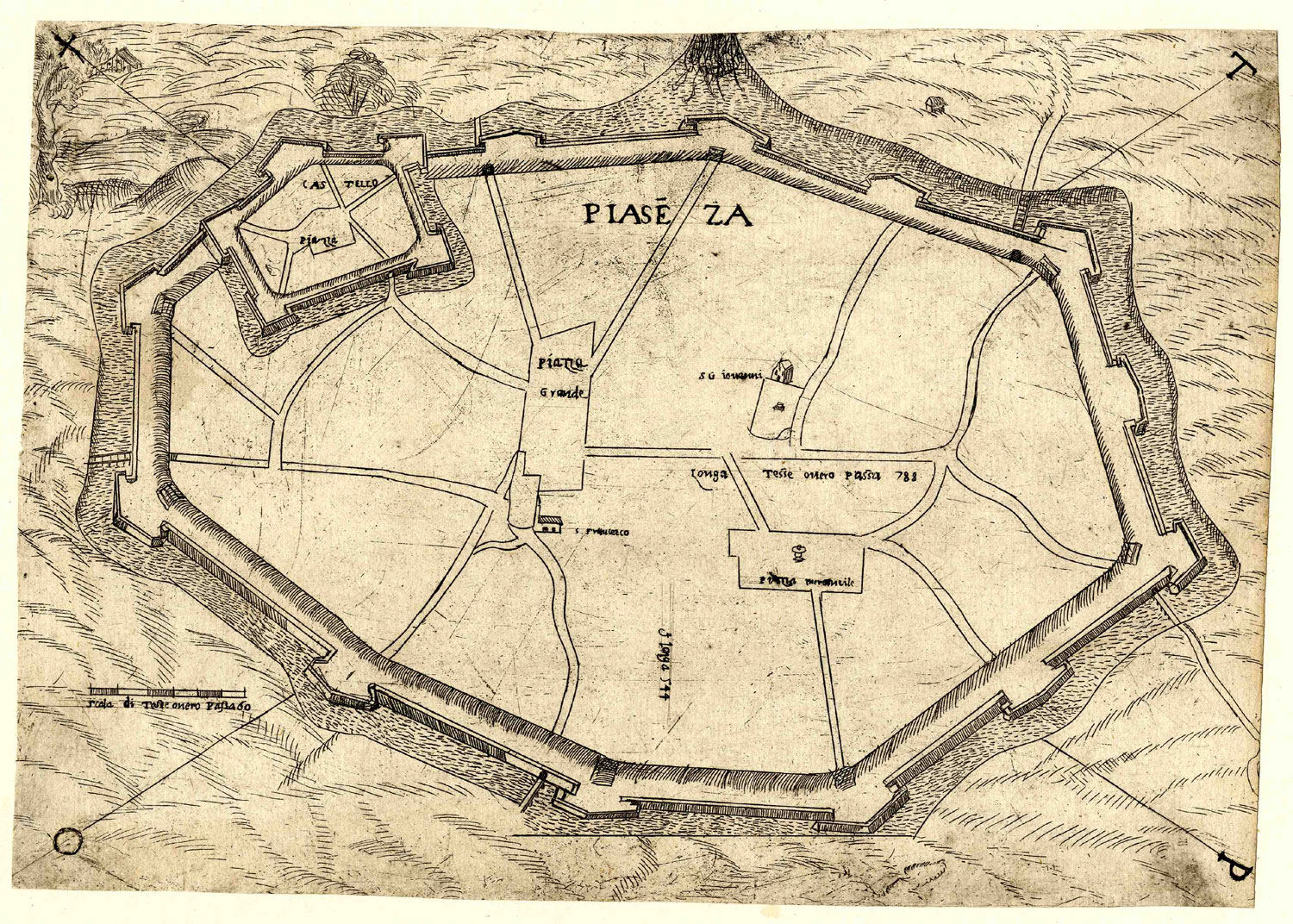
Vista de Piacenza, c. 1560.

Renovó la administración pública tomando como modelo la del Ducado de Milán; instituyó un consejo secreto encabezado por su secretario Apolonio Filareto,  una congregación de siete jurisconsultos con funciones de consejo supremo de justicia y gracia presidido por Claudio Tolomei y una magistratura encargada de la hacienda pública, al frente de la cual puso a Pier Paolo Guidi.
Redujo de 140 a 48 el número de integrantes del consejo de ancianos; se reservó el derecho de nombrar personalmente a los cargos municipales, que tradicionalmente habían sido desempeñados por turnos por miembros de las familias nobles. Prohibió la exportación de cereales sin licencia e impuso nuevas tasas sobre la sal y las caballerías. Levantó un censo de habitantes y un catastro e implantó un servicio de postas entre Parma y Piacenza. Intentó recuperar la ceca de Piacenza, y al no ser capaz, mandó acuñar moneda en la de Novara; en los dos años de su gobierno, el grosso se revalorizó un veinte por ciento.
Formó una milicia bajo su mando directo de la que estaban excluidos los nobles; comenzó la construcción de una fortaleza con su artillería y la reconducción de las aguas del Po para rellenar el foso, y para la defensa de la ciudad dispuso el desmonte y allanamiento de los lugares una milla a su alrededor, que incluyeron monasterios, molinos, cultivos y caseríos; y ordenó que los que tuvieran tierras o castillos debían residir al menos seis meses en la ciudad, bajo pena de pérdida de sus feudos en caso de desobediencia, sin excepciones.
Varios grandes propietarios, que acostumbrados a sus antiguas prerrogativas nobiliarias se negaron a reconocer las nuevas leyes e impuestos, vieron confiscados sus feudos, como fue el caso de Romagnese, expropiado a Giovanni Dal Verme, Cortemaggiore a Girolamo Pallavicino o Poviglio a Rodolfo Gonzaga.

#### Su infidelidad a Carlos V

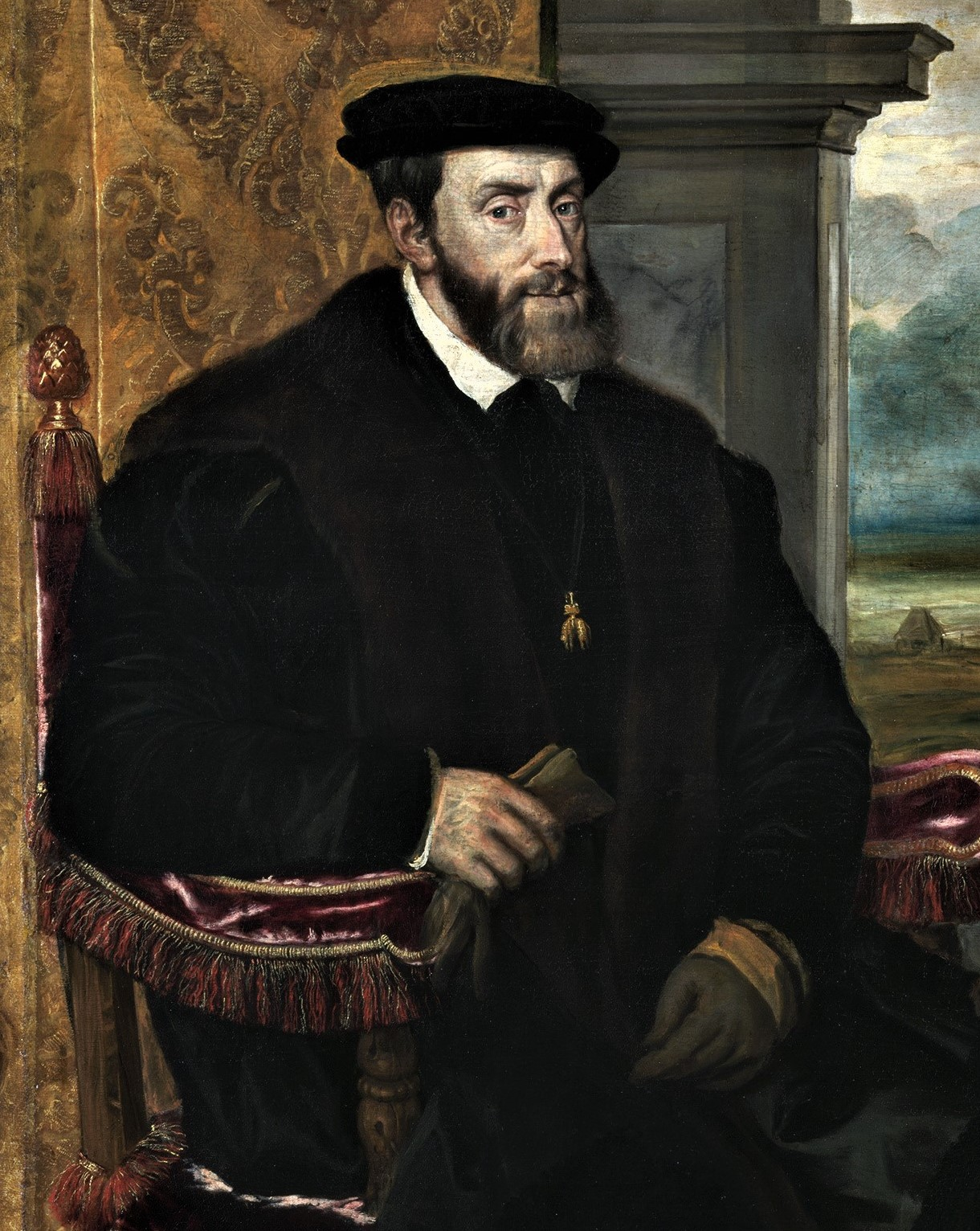
Carlos V.

Al mismo tiempo, en la corte de Carlos V las dudas sobre su fidelidad al imperio y sobre su inclinación hacia el bando francés se fueron concretando: en 1543 había corrido el rumor (cierto o no) de que los Farnesio planeaban un atentado contra el emperador;  
en 1544 Pedro Luis había facilitado el paso por sus feudos de las tropas de Piero Strozzi en su retirada de la batalla de Serravalle, de lo que Strozzi se había beneficiado para reforzarse y volver a presentar combate en Cerisoles, mientras el año siguiente enviaba a su secretario Aníbal Caro ante el marqués del Vasto para requerir que las fuerzas españolas no pasaran por sus estados; en 1546 se extendió la falsa noticia de la muerte de su sobrino Sforza Sforza di Santa Fiora en la guerra de Esmalcalda, y el duque aprovechó para exigir a su mujer Luisa Pallavicini la entrega de Castel San Giovanni bajo pretexto, real o fingido, de protegerla; en enero del año siguiente estuvo involucrado en la frustrada conjura que Gian Luigi Fieschi protagonizó contra Andrea Doria, gobernador de la República de Génova en nombre del emperador, en la que resultó muerto Giannetino Doria 
y ese mismo año entraba en tratos para casar a su hija Victoria con el duque de Urbino Guidobaldo II della Rovere, afín a la República de Venecia, y a su hijo Horacio Farnesio, duque de Castro con la hija del rey de Francia.  

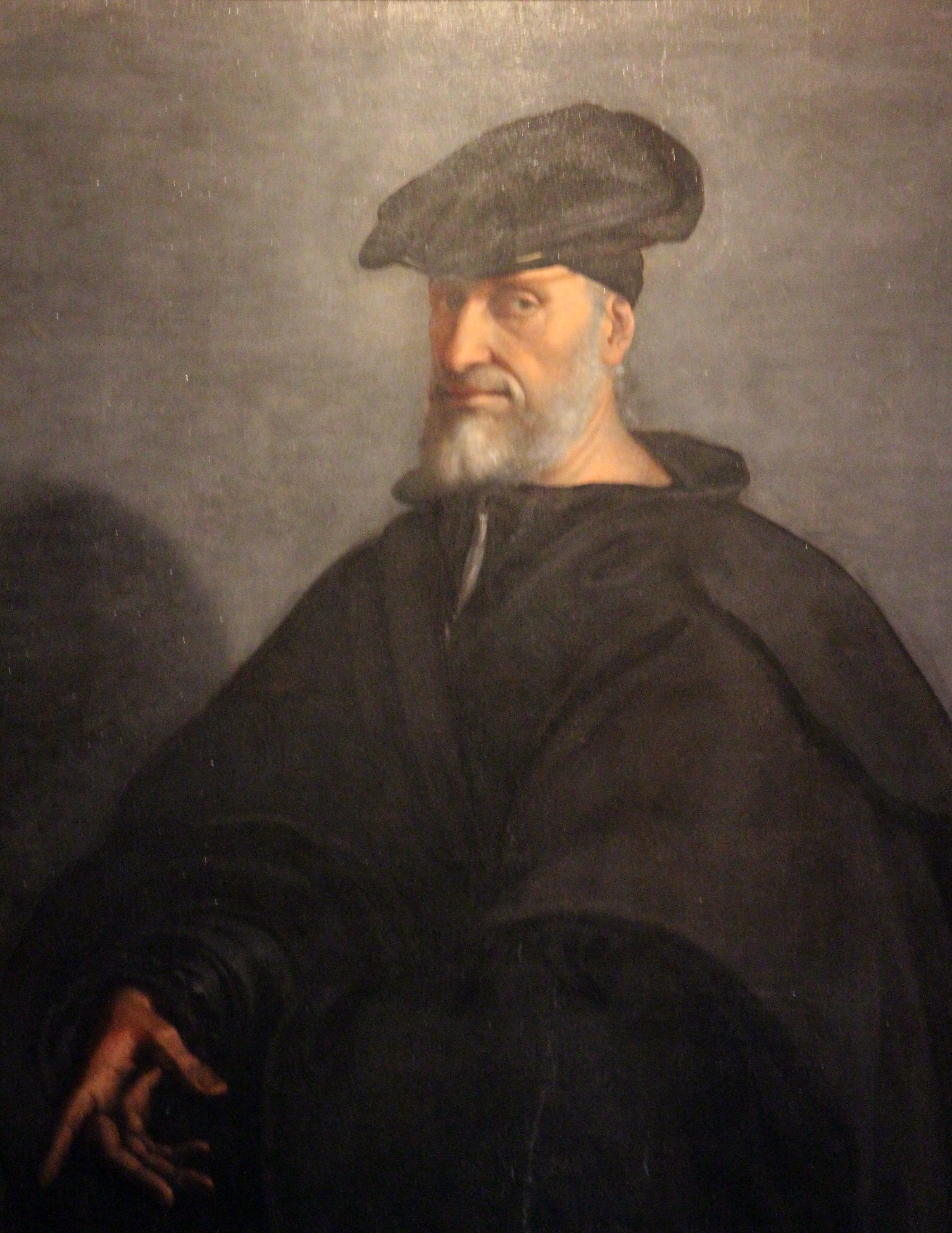
Andrea Doria.

Simultáneamente, las relaciones entre el Imperio y la Santa Sede se estaban deteriorando: en marzo de 1547 el papa había trasladado el Concilio de Trento a Bolonia contra el parecer del emperador, y en el curso de la guerra se fraguaba una alianza entre Francia, Venecia y los Estados pontificios que incluía a Pedro Luis. Carlos V manifestaba su intención de retomar Parma y Piacenza a su consuegro tras la muerte del anciano papa.
Desde Milán, el nuevo gobernador Ferrante Gonzaga (cuya familia estaba enemistada hacía años con los Farnesio) lo consideraba una amenaza para los dominios imperiales en el norte de Italia y recomendaba tomar Parma y Piacenza por la fuerza antes de que se terminasen las obras de construcción de las fortalezas, pero Carlos V todavía ordenaba postergar la operación.

#### La conjura
A mediados de 1547 Gonzaga recibía el beneplácito del emperador para derrocar a Pedro Luis, «en la persona del qual, no conviene que por ninguna manera se toque, sino que le echen fuera, porque no se pueda dezir en ninguno modo que fue hecho por nuestro orden ny mandado».
Sin tropas ni dinero suficientes para tomar ambas ciudades por la fuerza, Gonzaga había intrigado con los nobles placentinos descontentos con el gobierno de Pedro Luis y había organizado en secreto una conjura cuyo protagonista principal era Giovanni Anguissola, que buscó la complicidad de Agostino Landi (a quien Andrea Doria ya había hecho una propuesta similar), Luigi Gonfalonieri y los hermanos Girolamo y Alessandro Pallavicini de Scipione.  

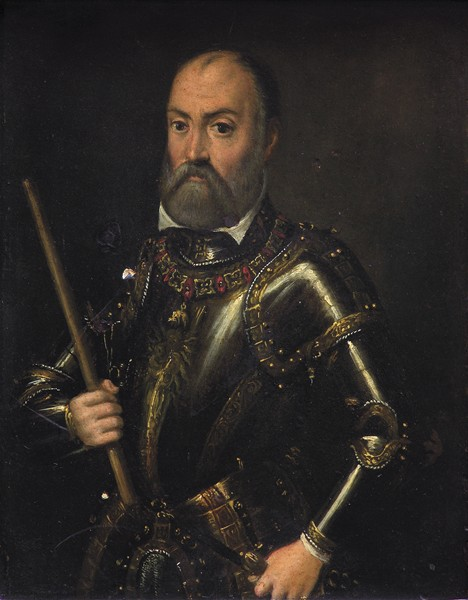
Ferrante Gonzaga.

El plan era que los conjurados ofrecieran poner Piacenza al servicio de Carlos V y que impusieran un plazo de un solo día para aceptar la oferta; incapaz de informar al emperador en ese tiempo, Gonzaga debería ocupar la ciudad bajo su responsabilidad, exculpando así al emperador. Adicionalmente se pactó que los impuestos deberían reducirse a la cantidad que se pagaba antes de la llegada del duque, que se reconocería la competencia de la justicia placentina en las causas menores de 1000 escudos, y que los conjurados no serían procesados penalmente por sus actos.  
La inesperada visita de Octavio a Piacenza obligó a retrasar la operación hasta su salida de la ciudad, pues su seguridad no estaría garantizada durante la ejecución de los planes.

#### Asesinato

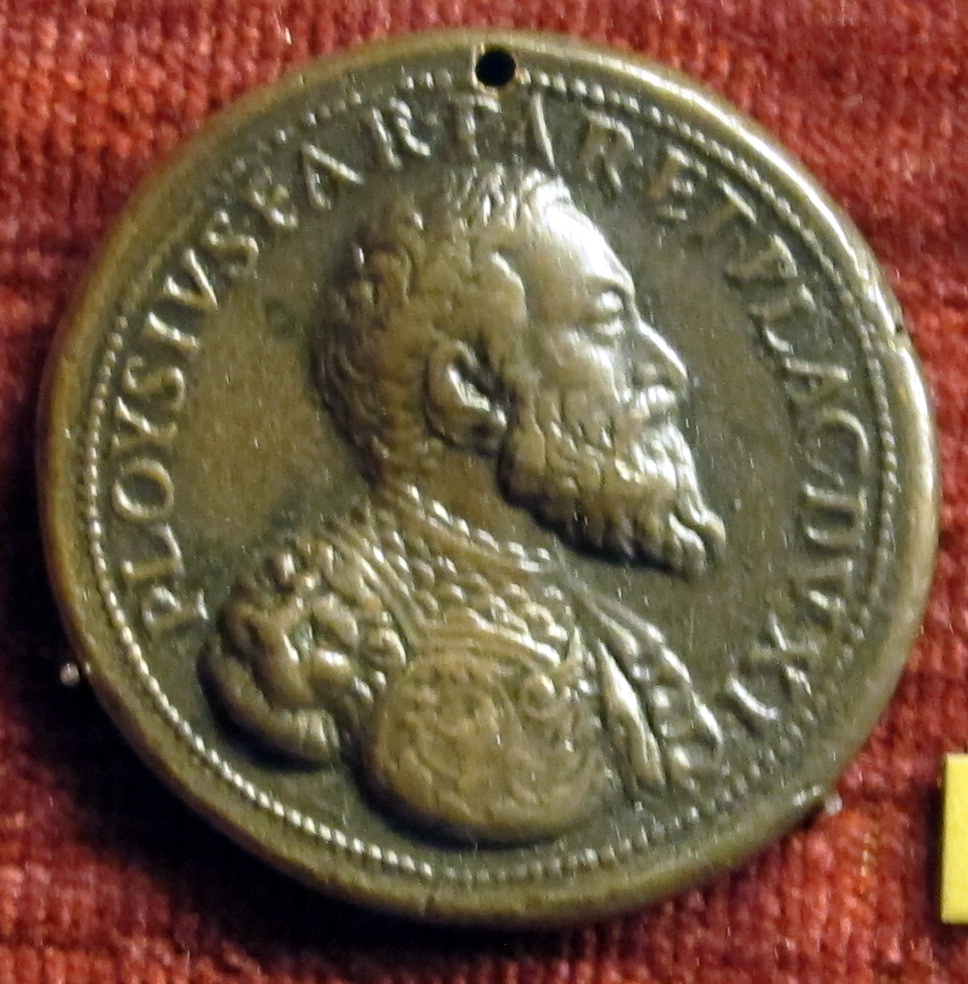
Medalla con la efigie de Pedro Luis, obra de Giovan Federico Bonzagni.

El sábado 10 de septiembre de 1547, después de que el duque hubiera terminado de comer, Anguissola entró con dos secuaces en la sala donde solía dar las audiencias dentro de la ciudadela y lo apuñaló hasta matarlo, mientras sus cómplices, cada uno acompañado por un reducido grupo de ayudantes (veinte o treinta hombres en total), atacaban a la escasa guardia tudesca y a los sirvientes dejando ocho o diez muertos, levantaban el puente sobre el foso para impedir la entrada de refuerzos y soliviantaban a la población en la ciudad.  
En la ciudad corrió el rumor de que la ciudadela estaba siendo atacada por los españoles y a su alrededor se formó una muchedumbre de piacentinos.  
Alessandro da Terni, maestre de campo del duque, apareció al frente de una milicia de mil infantes. Los conjurados colgaron el cadáver de una ventana para que todos lo reconocieran, lo dejaron caer en el foso e improvisaron un breve arenga patriótica y libertaria denunciando los abusos del duque e intentando ganar para su causa a sus conciudadanos; los infantes comenzaron a abandonar la milicia dirigida por Terni, que tuvo que retirarse.
Con disparos de artillería se dio aviso a las ciudades de Lodi y Cremona, desde donde se informó a Ferrante Gonzaga. El domingo 11 los conjurados comparecieron públicamente para justificar su acción y propusieron entregar la ciudad al gobernador de Milán, tal como habían acordado con éste; Gonzaga llegó a Piacenza el lunes para tomar posesión de Piacenza.
El cuerpo de Pedro Luis recibió sepultura en Piacenza; en 1548 su esposa Girolama dispuso la exhumación de sus restos, que fueron trasladados primero a Parma y después al panteón familiar de la isla Bisentina, en el ducado de Castro.